# Jangheung
Jangheung (coreeană: 장흥군) este un oraș din Coreea de Sud.